# La Bigorne, caporal de France
Pour plus de détails, voir Fiche technique et Distribution.
La Bigorne, caporal de France est un film français de Robert Darène sorti en 1958.

## Fiche technique
- Titre : La Bigorne / La Bigorne, caporal de France
- Réalisation : Robert Darène, assisté de Georges Lautner
- Scénario : Gabriel Arout et Robert Darène, d'après le roman éponyme de Pierre Nord
- Décors : Jean Douarinou
- Photographie : Marcel Weiss
- Montage : Germaine Artus
- Son : Jacques Gallois
- Musique : Guy Magenta
- Société de production : Édition et Diffusion Cinématographique (EDIC)
- Société de distribution : Lux Compagnie Cinématographique de France
- Pays de production :  France
- Année : 1958
- Format : Couleur Eastmancolor - 2,35:1 - 35 mm - Son mono
- Genre : Aventure
- Durée : 87 minutes (1h27)
- Date de sortie : 
  - France : 4 juin 1958
- Affiche : Gilbert Allard (France)

## Distribution
- François Périer : La Bigorne
- Rossana Podestà : Bethi
- Robert Hirsch : Boisrose
- Jean Lefebvre : Potirond
- Jean Carmet : Balluché
- Henri Cogan : Tom Wright
- Liliane Brousse : Dame Rosette
- Charles Moulin